# تفجير جامع دار الرئاسة (صنعاء)
تُعَد عملية تفجير جامع دار الرئاسة بصنعاء، والمعروف أيضاً بإسم «جامع النهدين» نسبة لجبل النهدين الاستراتيجي المطل من جهة الجنوب على دار الرئاسة الكائنة جنوب وسط العاصمة صنعاء، من أهم الأحداث التي شهدتها اليمن ضمن احتجاجات 2011 في اليمن المعروفة ب«ثورة الشباب» وفي تاريخ اليمن عموماً، حيث استهدفت عملية التفجير اغتيال الرئيس اليمني علي عبد الله صالح، وذلك أثناء تأديته مع كبار قيادات الدولة وحزب المؤتمر الشعبي العام الحاكم آنذاك لصلاة أول جمعة من شهر رجب 1432 هجرية الموافق 3 يونيو 2011.

## التفجير وضحاياه
أصيب جراء التفجير الرئيس صالح ورئيس مجلس النواب يحيى الراعي ورئيس مجلس الوزراء علي مجور ورئيس مجلس الشورى عبد العزيز عبد الغني ونائب رئيس مجلس الوزراء رشاد العليمي وعدد آخر من قيادات الدولة والحزب الحاكم إصابات بالغة وحروق جسيمة، أُسعفوا على إثرها للعلاج الأولى في مجمع العرضي الطبي وسط العاصمة صنعاء، من جهتها أرسلت السعودية - بتوجيهات الملك عبد الله - طاقماً طبياً سعوديًا وصل في نفس اليوم إلى صنعاء على متن طائرة سعودية مجهزة بأحدث المعدات الطبية، أجرى بالتعاون مع أطباء يمنيين وألمان مشاورات طبية مكثفة حول صحة الرئيس اليمني وطبيعة العلاج المطلوب أن يتلقاه، وقرر الطاقم الطبي نقل الرئيس اليمني ومساعديه المصابين لتلقي العلاج في إحدى المستشفيات السعودية. وقطعًا للشائعات والتكهنات التي انتشرت يوم الحادثة بأن الرئيس صالح توفي في التفجير، بثت وسائل الإعلام الرسمية بعد ساعات من حادثة التفجير تسجيلاً صوتياً مقتضبًا للرئيس، طمن فيه الشعب ومناصريه بأنه بخير، قائلاً «إذا أنتم بخير فأنا بخير»، واتهم صراحة «أولاد الأحمر» بالوقوف وراء الهجوم الذي استهدفه أثناء وجود جهود وساطة قائمة معهم، وكان يقصد بذلك أولاد الشيخ الراحل عبد الله الأحمر، وهم صادق وحميد وحسين وكذلك علي محسن الأحمر الذي انشق عن نظام صالح وأعلن انضمامه لثورة الشباب، فيما تولي في ذلك اليوم نائب الرئيس حينها عبد ربه منصور هادي مهام وصلاحيات رئيس الجمهورية. وفي غضون 3 أيام نُقِل الرئيس وبقية المصابين إلى السعودية لتلقي العلاج، وقد تعافى الرئيس صالح ومعظم المسؤولين الذين أصيبوا في الحادثة خلال فترة ثلاثة أشهر، فيما تُوفي عبد العزيز عبد الغني في 22 أغسطس 2011 في إحدى مستشفيات العاصمة السعودية الرياض متأثراً بجروحه التي أصيب بها، وكان رئيس الوزراء علي مجور أول العائدين إلى صنعاء بعد تلقيه العلاج في السعودية أيضاً. وقد وُصفت عملية تفجير جامع الرئاسة بأنها «جريمة القرن في اليمن»، ومن جهته أدان مجلس الأمن الدولي في القرار الصادر عنه برقم 2014 حول اليمن عملية تفجير جامع دار الرئاسة في صنعاء واعتبرها جريمة إرهابية 2014.
ورغم أن الاتهام لم يوجه رسميا لجهة معينة، فإن صالح والمسئولين الموالين له أشاروا تارة بأصابع الاتهام إلى خصومه في الجيش المؤيد للثورة بقيادة علي محسن الأحمر ورجال القبائل الذين كانوا متحالفين معه خلال العقود الماضية ممثلين بالشيخ صادق الأحمر وإخوانه حميد وحسين، وتارة أخرى إلى تنظيم القاعدة. أما الحزب الحاكم فقد أكّدت مصادر عنه بأن أصابع الاتهام تتجه نحو دولة قطر والموساد الصهيوني ومشاركة الرئيس الأمريكي باراك أوباما وأولاد الأحمر وقيادة المشترك في «المخطط الإرهابي والإجرامي الذي تم تدبيره لاغتيال فخامة الرئيس علي عبد الله صالح يوم الجمعة» على حد وصفها.